# Малурови
Малурови (Maluridae) е семейство дребни птици от разред Врабчоподобни (Passeriformes).
Включва 6 рода с 30 вида, разпространени в Австралия и Нова Гвинея, където се срещат в различни местообитания, от екваториални гори до пустини, най-често в саванни местности. Хранят се главно с насекоми, които търсят по земята.

## Родове
Семейство Maluridae – Малурови
- Подсемейство Malurinae
  - Триб Malurini
    - Sipodotus
    - Chenorhamphus
    - Malurus
    - Clytomyias

  - Триб Stipiturini
    - Stipiturus
- Подсемейство Amytornithinae
  - Amytornis